# Hős (film, 2002)
A Hős (tradicionális kínai: 英雄, egyszerűsített kínai: 英雄, pinjin: Yīngxióng, magyaros átírásban: Jinghsziung, angol címe: Hero) 2002-ben bemutatott kínai epikus harcművészeti film, melyet Csang Ji-mou (Zhang Yimou) rendezett. A főszerepben Jet Li látható, aki beleegyezett a fizetéscsökkentésbe is, hogy szerepelhessen a filmben. Az amerikai közönségnek Quentin Tarantino ajánlásával mutatták be. A film a kínai filmtörténelem legdrágább alkotása és nem csak Ázsiában, de Amerikában is óriási sikert aratott, első helyen nyitott és két hétig vezette a sikerlistát. A filmet Oscar- és Golden Globe-díjra is jelölték. A film rendkívül pozitív visszhangot kapott a nyugati kritikusoktól is, a Rotten Tomatoes oldalán 95%-ot ért el. Minden idők harmadik legsikeresebb idegen nyelvű filmje az Egyesült Államokban bevétel szempontjából.

## Cselekménye
|  | Alább a cselekmény részletei következnek! |

A „névtelen hőst”, egy hivatalnokot (Jet Li) meghívják Csin császár palotájába, hogy elmesélje neki, hogyan ölte meg azt a három, legendás kardforgató bérgyilkost, akik korábban megkísérelték megölni az uralkodót. Mielőtt a császár elé járulhatna, Névtelent meztelenre vetkőztetik, és alaposan átvizsgálják, fegyvereit elveszik, majd egy köntöst adnak rá.
A császár, miközben hallgatja a történeteket, fokozatosan megjutalmazza Névtelent, aki megtiszteltetés gyanánt a kezdeti 100 lépés távolságból 10 lépés távolságra kerül az uralkodótól. A történet elmesélése közben (amiben a császár is aktívan részt vesz a kérdéseivel), ugyanaz a történet többször átalakul.
Névtelent szerint először az Ég nevű harcost sikerült legyőznie. Majd viszályt szított Szálló Hó és szerelme, Törött Kard között, ezért Szálló Hó megölte Törött Kardot, majd Szálló Hóval maga Névtelen végzett egy kardpárbaj során, ami a császár katonái által alkotott körön belül belül zajlott le.
A császár azonban rájön, hogy az Ég nevű harcost (akivel korábban ő maga kardpárbajba keveredett a császári palotában) csak azért sikerülhetett legyőzni, mert hagyta magát, vagyis önfeláldozásból halt meg. Ugyancsak így halhatott meg a másik két merénylő is. A magyarázat pedig az lehet, hogy mivel így Névtelen jutalomként 10 lépés távolságra kerül az uralkodótól, ő maga akarja megölni a császárt.
Névtelen nem tagadja a vádat, és elmondja a császárnak, hogy Törött Kard azt kérte tőle, hogy ne ölje meg az uralkodót. Törött Kard ugyanis felismerte, hogy Csin császár, bár véres harcok árán, de egyesíteni akarja a hat, egymással hadban álló kisebb kínai császárságot, és egyetlen birodalmat akar létrehozni belőlük.
Névtelen ezért, bár lehetősége lenne rá, hogy megölje, mert a császár a saját kardját is átadja neki, nem öli meg a császárt, hanem kisétál a palotából.
A katonák körbeveszik Névtelent, de engedik a kapuig sétálni. Eközben a császárt megrohanják a tanácsadói, és Névtelen megölését követelik tőle, hiszen a törvények szerint a császár merénylőjének meg kell halnia. A császár vonakodva, de engedélyezi a halálos ítéletet, amit ezernyi íjász nyílvesszője hajt végre a kapunál álló, a harcosokkal szembeforduló Névtelenen, akinek a császár parancsára hősnek kijáró temetési szertartást tartanak.
|  | Itt a vége a cselekmény részletezésének! |

## Történeti háttere
A film alapjául a Csin Si Huang-ti császárral szembeni i. e. 227-ben, Jing Ke által megkísérelt merénylet szolgált.

## Szereplők
| Szerep      | Színész             | Szinkronhang      |
| ----------- | ------------------- | ----------------- |
| Névtelen    | Jet Li              | Széles Tamás      |
| Törött kard | Tony Chiu-Wai Leung | Széles László     |
| Szálló hó   | Maggie Cheung       | Kováts Adél       |
| Hold        | Zhang Ziyi          | Gubás Gabi        |
| Qin király  | Daoming Chen        | Kőszegi Ákos      |
| Ég          | Donnie Yen          | Láng Balázs       |
| Tudós       | Liu Zhong Yuan      | Dobránszky Zoltán |
| Öreg szolga | Zheng Tia Yong      | Kun Vilmos        |
| Főminiszter | Yan Qin             | Versényi László   |
| Tábornok    | Chang Xiao Yang     | Faragó András     |
| Parancsnok  | Yakun Zhang         |                   |
| Főeunuch    | Ma Wen Hua          | Vizy György       |
| Eunuch      | Jin Ming            |                   |